# Georges Mager
Pour les articles homonymes, voir Mager.
Georges Mager (1885–1950), est un musicien, chanteur, écrivain, altiste et trompettiste français.

## Biographie
Georges Mager reçut une formation musicale au Conservatoire de Paris avec le professeur Merri Franquin (alto et trompette). Il joua à l'Opéra de Paris, dans les Concerts Lamoureux, et les concerts de la Société du Conservatoire. Il a également eu une brève carrière de remplaçant en tant que chanteur dans le duo avec son épouse, la soprano Claire, et avait espéré faire une carrière lyrique.
Après la Première Guerre mondiale, il embarque pour les États-Unis, en 1919, avec l'orchestre de la Garde républicaine. Sur place, il est engagé pour jouer dans le Boston Symphony Orchestra comme altiste en alternance avec le futur chef d'orchestre Arthur Fiedler. Ce n'est qu'en 1920, qu'il devient trompettiste. Il restera toute sa vie au sein de cet orchestre de Boston.
Georges Mager fut le premier trompettiste à jouer, en Amérique, les Concertos brandebourgeois de Jean-Sébastien Bach.
Georges Mager fut également professeur de musique et enseigna la trompette à de nombreux élèves, notamment Roger Voisin.